# Tirachoidea herberti
Tirachoidea herberti är en insektsart som beskrevs av Frank H.Hennemann och Oskar V.Conle 2008. Tirachoidea herberti ingår i släktet Tirachoidea och familjen Phasmatidae. Inga underarter finns listade i Catalogue of Life.